# Exposition Universelle (1855)
De Exposition Universelle uit 1855 was een wereldtentoonstelling, die werd gehouden in de Jardins des Champs Elysees in Parijs. De tentoonstelling duurde van 15 mei tot 15 november. De volledige naam luidde Exposition Universelle des produits de l'Agriculture, de l'Industrie et des Beaux-Arts de Paris 1855. Het Bureau International des Expositions heeft de tentoonstelling achteraf erkend als de 2e universele wereldtentoonstelling.

## Overzicht
De tentoonstelling was een grootse gebeurtenis in Frankrijk, dat sinds kort geregeerd werd door keizer Napoleon III. De tentoonstelling werd gehouden naar aanleiding van de Londense Great Exhibition uit 1851. Een van de doelen van de tentoonstelling was om het Crystal Palace, dat op de tentoonstelling van 1851 was gebouwd, te overtreffen met het Palais de l'Industrie. De industriële en kunstzinnige exposities op de tentoonstelling werden gezien als superieur aan die van voorgaande tentoonstellingen.
Volgens het officiële rapport zouden 5 162 330 mensen de tentoonstelling hebben bezocht, waarvan 4,2 miljoen de industriële expositie bezochten en 0,9 miljoen de Beaux Arts expositie. De tentoonstelling besloeg een gebied van 16 hectare. Er waren 34 landen vertegenwoordigd.
Voor de expositie liet Napoleon III een classificatiesysteem opstellen voor Frankrijks beste wijnen van de Bordeaux, die op de tentoonstelling geëxposeerd werden. Dit leidde tot de Classificatie van Bordeauxwijnen van 1855.
Vandaag de dag is het Théâtre du Rond-point des Champs-Élysées het enige gebouw dat nog herinnert aan de tentoonstelling. Dit gebouw is ontworpen door architect Gabriel Davioud.